# Base antarctique Tor
La base antarctique Tor est une des deux stations norvégiennes de recherche en Antarctique située sur la Terre de la Reine-Maud, à l'extrême Est de la côte de la Princesse-Martha et au niveau de la montagne Svarthamaren. Elle se situe à 1 625 m au-dessus du niveau de la mer et à environ 200 km de la côte. Fondée en 1993, elle est plus petite que la base antarctique Troll et est seulement une station d'été. Elle se situe à 90 km de la base Troll, qui l'approvisionne par la route. Une station météorologique accessible à distance fournit des données toute l'année.
Elle peut héberger une petite équipe de trois à quatre personnes et est utilisée pour le suivi des pétrels antarctiques.